# Terebra pedroana
Terebra pedroana är en snäckart som beskrevs av Dall 1908. Terebra pedroana ingår i släktet Terebra och familjen Terebridae. Inga underarter finns listade i Catalogue of Life.